# Ryo Chikatani
Ryo Chikatani (近谷 涼, Chikitani Ryō, né le 17 avril 1992) est un coureur cycliste japonais, qui participe à des compétitions sur route et sur piste.

## Palmarès sur piste

### Championnats du monde
- Apeldoorn 2018
  - 9e de la poursuite par équipes[1]
  - 21e de la poursuite individuelle[2]
- Pruszków 2019
  - 12e de la poursuite par équipe[3]

### Coupe du monde
- 2017-2018
  - 2e de la poursuite par équipes à Santiago

### Championnats d'Asie
- Nakhon Ratchasima 2015
  -  Médaillé d'argent de la poursuite par équipes
  -  Médaillé de bronze de la poursuite
- Izu 2016
  -  Médaillé d'argent de la poursuite par équipes
- New Delhi 2017
  -  Médaillé de bronze de la poursuite par équipes
- Nilai 2018
  -  Médaillé d'or de la poursuite individuelle
  -  Médaillé d'or de la poursuite par équipes (avec Shogo Ichimaru, Shunsuke Imamura et Keitaro Sawada)
- Jakarta 2019
  -  Médaillé d'argent de la poursuite par équipes
- Jincheon 2020
  -  Médaillé d'or de la poursuite par équipes (avec Kazushige Kuboki, Shunsuke Imamura, Keitaro Sawada et Eiya Hashimoto)

### Jeux asiatiques
- Incheon 2014
  -  Médaillé de bronze de la poursuite par équipes
- Jakarta 2018
  -  Médaillé d'argent de la poursuite individuelle
  -  Médaillé de bronze de la poursuite par équipes

### Championnats nationaux
- 2014
  - 3e du championnat du Japon de poursuite
  - 3e du championnat du Japon de l'américaine
- 2016
  -  Champion du Japon de poursuite
- 2017
  -  Champion du Japon de poursuite
  -  Champion du Japon de l'américaine (avec Shogo Ichimaru)
- 2018
  -  Champion du Japon de poursuite par équipes (avec Kazushige Kuboki, Hiroaki Harada et Keitaro Sawada)
  -  Champion du Japon de l'américaine (avec Kazushige Kuboki)
  - 2e du championnat du Japon de poursuite
  - 3e du championnat du Japon de l'omnium
- 2019
  -  Champion du Japon de poursuite par équipes (avec Shunsuke Imamura, Kazushige Kuboki et Eiya Hashimoto)
  - 2e du championnat du Japon de poursuite
  - 2e du championnat du Japon de l'américaine
  - 3e du championnat du Japon de course aux points
  - 3e du championnat du Japon de l'omnium
- 2020
  -  Champion du Japon de poursuite
  -  Champion du Japon de poursuite par équipes (avec Eiya Hashimoto, Daiki Magosaki et Keitaro Sawada)
  -  Champion du Japon de l'américaine (avec Keitaro Sawada)
  - 2e du championnat du Japon de course aux points

## Palmarès sur route

### Par année
- 2018
  - 2e du championnat du Japon du contre-la-montre

### Classements mondiaux
| Année         | 2018 |
| ------------- | ---- |
| UCI Asia Tour | 271e |